# 1. horská divize (Wehrmacht)
1. horská divize (německy 1. Gebirgs-Division), byla divize horské pěchoty pozemních sil německé branné moci za druhé světové války.

## Velitelé
- 9. duben 1938 – 25. říjen 1940 – Generálmajor Ludwig Kübler
- 25. říjen 1940 – 17. prosinec 1942 – Plukovník Hubert Lanz
- 17. prosinec 1942 – 18. říjen 1944 – ? Walter Stettner rytíř von Grabenhofen
- 18. říjen 1944 – prosinec 1944 – ? August Wittmann
- 27. prosinec 1944 – 10. březen 1945 – Generálporučík Josef Kübler
- 10. březen 1945 – 8. květen 1945 – ? August Wittmann